# 連邦党
連邦党（れんぽうとう、フェデラリスト、英語：Federalist Party）は、アメリカ合衆国成立初期の政党。当時、初代財務長官を務めていたアレクザンダー・ハミルトンを中心に創設された。初代党首にはアレクザンダー・ハミルトンが就任した。

## 成立
合衆国憲法が起草され、各州による批准が進みつつあった1787年から1788年にかけて発表された政治文書『ザ・フェデラリスト』において、連邦共和国の必要性が説かれ、国家としての安定と独立が志向されていることが認められる。フェデラリストたちは一様に新憲法の提唱者であり、憲法の制定をめぐる争いによって結束した共和制保守派寄りの政治集団であった。更に独立戦争と新憲法制定の過程で王党派や民衆からの急進改革的な動きが排除された事により、建国当初のアメリカの政治はフェデラリストによる一党優位政党制の様相を見せた。これはフェデラリストによって支えられた初代大統領ジョージ・ワシントンの「我々には政党はいらない。なぜなら、我々は全て共和主義者（フェデラリスト）だからだ」という発言からも分かる。

## 概要
フェデラリストは主として商人・製造業者・政府債権所有者、相当の財産をもった人々、東部沿岸の都市や人口の多い地区を支持基盤としていた。フェデラリストは、一連の経済政策・外交政策を実施したが、それらは次のように要約できる。
1. 各州の独立革命時代の債務肩代わりと公債制度の確立
2. 合衆国銀行の設立
3. 州紙幣の発行停止と連邦政府による健全通貨
4. アメリカ海運業の優遇と保護関税
5. フランス革命に伴う戦争では、フランスに対抗しイギリスと融和すること

このうち、1の政策は少数の投機業者に債券の利子を払うために、大多数の債権を持っていない農民に重税をかける結果となる。これは全般の不満を引き起こし、民主共和党の1800年の勝利を引き起こした。2と3の政策は連邦政府の財政面の強化をねらったもの。4と5は主にハミルトンが追求した政策といえよう。
フェデラリストは当時から自営農民と大地主の犠牲において、都市商工業者の利益をはかったと見なされていた。一方、彼らは連邦共和国が自立する前に民衆の自然発生的な反抗によって転覆されることを警戒した独立革命の右派である、とする見解も否定しがたい。フェデラリストはジョン・アダムズ、ジェームズ・マディソンなどの政治家・識者を擁し、その後の政争に大きな役割を果たし、後のホイッグ党とともに共和党の源流となった。